# 2013 au Danemark
| Années du Danemark : 2010 - 2011 - 2012 - 2013 - 2014 - 2015 - 2016    |
| Décennies du Danemark : 1980 - 1990 - 2000 - 2010 - 2020 - 2030 - 2040 |

Cet article traite des événements qui se sont produits durant l'année 2013 au Danemark.

## Gouvernements
- Monarque : Margrethe II
- Premier ministre : Helle Thorning Schmidt

## Événements

### Avril 2013
- 1er avril : le gouvernement danois lance une grève patronale pour tous les enseignants danois. Cette grève dure jusqu'au 26 avril
- 28 avril : le musée de la Résistance danoise à Copenhague est incendié